# Red ferroviaria soviética

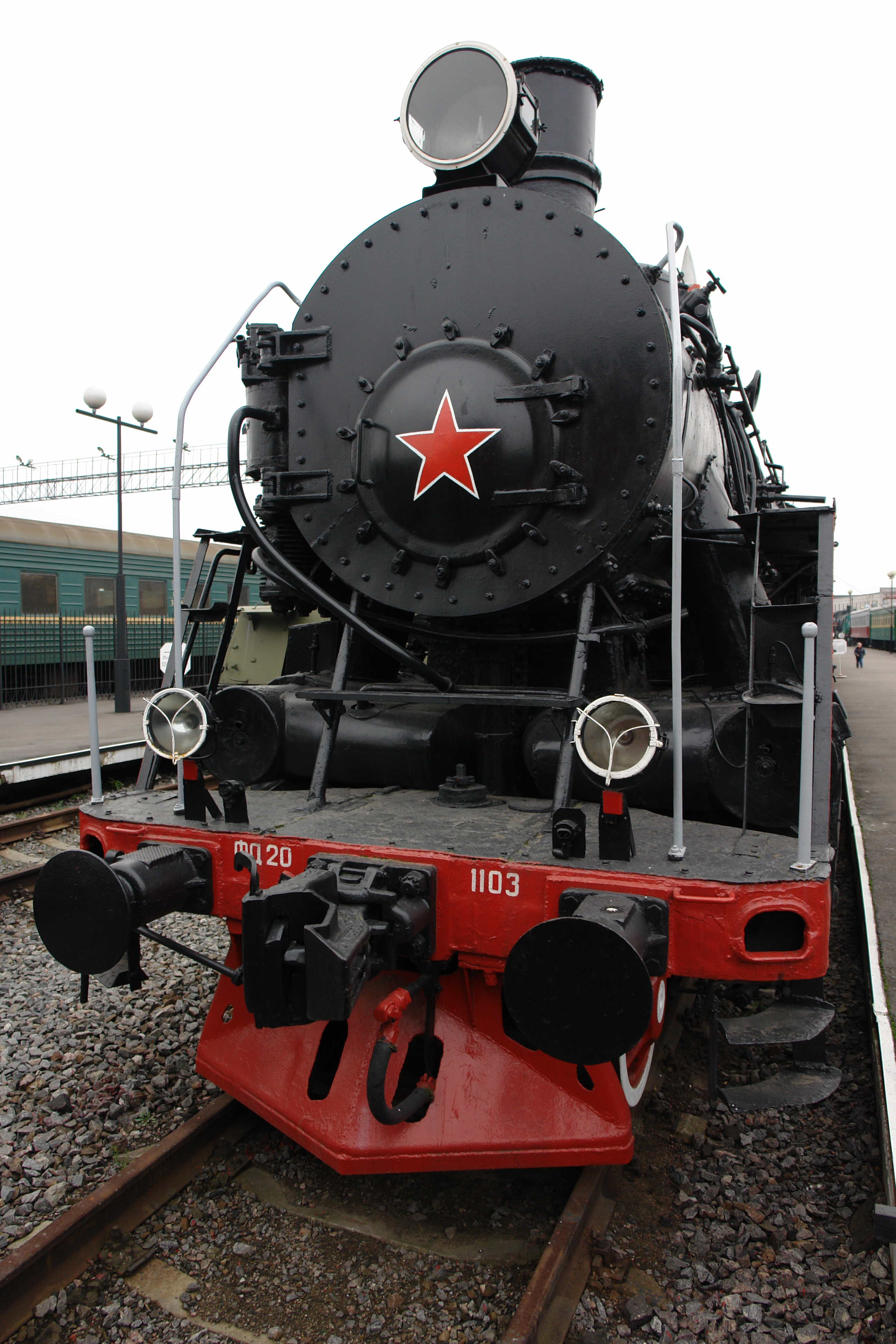
Locomotora rusa clase FD con la estrella roja al frente en San Petersburgo.

La Unión Soviética dependía en gran medida del transporte ferroviario, no tanto durante la Guerra Civil Rusa y la Segunda Guerra Mundial, pero sí durante la industrialización de acuerdo con los planes quinquenales. La Unión Soviética tenía una red ferroviaria no industrial de 147.400 kilómetros, de los cuales 53.900 kilómetros estaban electrificados.

## Historia

### Tráfico ferroviario en los comienzos de la Unión Soviética
Después de la fundación de la Unión Soviética, el Comisariado del Pueblo de Ferrocarriles (después de 1946 se renombró Ministerio de Ferrocarriles, conocido por sus siglas en ruso МПС), la red ferroviaria se expandió a una longitud total de 106.100 kilómetros hacia 1940. Un proyecto notable de finales de los años 1920 y uno de los centros del Primer Plan Quinquenal fue el ferrocarril Turkestán-Siberia, que unía el oeste de Siberia a través del este de Kazajistán con Uzbekistán.

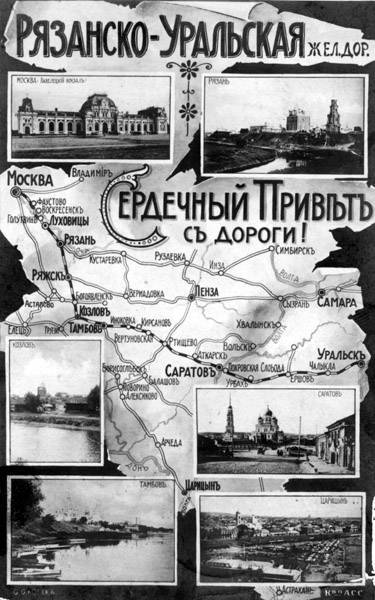
Cartel del ferrocarril Riazán-Uralsk de 1913.

Como la calidad del transporte ferroviario continuó deteriorándose, en parte a causa de la Guerra Civil Rusa, algunos dentro de la dirección soviética afirmaron que los ferrocarriles no eran sostenibles si su congestión continuaba aumentando. Los partidarios de una ampliación del transporte ferroviario consideraron que una mayor inversión y el alargamiento de las vías férreas ya existentes podrían resolver la crisis de la congestión en curso. La mayoría estuvo de acuerdo en aumentar las inversiones, pero no había un consenso claro sobre cómo estas inversiones se iban a utilizar. Incluso hubo algunos que creyeron en la privatización de los ferrocarriles.
Los economistas del Gosplan, mientras tanto, abogaban por la racionalización de los ferrocarriles, junto con tarifas basadas en el costo real, lo que reduciría la demanda de tráfico y proveería de fondos para la inversión. La dirección no pudo llegar a un acuerdo y el sistema ferroviario continuó deteriorándose. En 1931, en una resolución del Comité Central (CC), se decidió que el aumento de las inversiones, junto con la introducción de nuevos trenes podría resolver la crisis. Esta resolución no se llevó a cabo, y una vez más, el sistema siguió deteriorándose.
El Comité Central ordenó a Lázar Kaganóvich que resolviese la crisis ferroviaria de 1935. Las primeras áreas prioritarias de Kaganovich fueron las áreas donde se producía embotellamiento frente a otras zonas menos transitadas, su segunda prioridad fue invertir en líneas de tráfico pesado y, en tercer lugar, las áreas menos eficientes de la red ferroviaria fueron abandonándose a su suerte. Otro problema que enfrentó el transporte ferroviario soviético fueron los esfuerzos de industrialización masiva impulsados por las autoridades. La industrialización resultó ser una pesada carga para los ferrocarriles y Vyacheslav Molotov y Kaganovich llegaron a admitirlo en el 18.º congreso del partido. A pesar de ello, el Gobierno soviético continuó sus esfuerzos de industrialización para prepararse mejor para una futura guerra con Alemania, que se hizo realidad en 1941.

### Período soviético: toneladas-km
La Unión Soviética reconstruyó su red ferroviaria y los países industrializados con los planes quinquenales. Como resultado, la carga ferroviaria creció cerca de 20 veces su valor y pasó de 20 a 400 millones de toneladas-km en 1941. Pero entonces ocurrió el desastre en la Segunda Guerra Mundial en 1941, cuando la Alemania nazi invadió la Unión Soviética. En el primer año de la guerra, el tráfico se desplomó a la mitad de su valor anterior al conflicto. Pero entonces, la Unión Soviética comenzó la restauración y la construcción de ferrocarriles en tiempos de guerra para que al final de la guerra cerca de la mitad del tráfico perdido se recuperase. Cuando la guerra había terminado, el gobierno soviético necesitó unos cuantos años más para restaurar los ferrocarriles y volver al nivel de tráfico anterior a la guerra.
A continuación, la Unión Soviética se embarcó en una serie de planes quinquenales y el tráfico ferroviario aumentó rápidamente. En 1954 el tráfico de mercancías por ferrocarril (unos 850 millones de toneladas-km) superó al de los Estados Unidos y la Unión Soviética transportaba más mercancía por ferrocarril que cualquier otro país del mundo. El transporte ferroviario de mercancías siguió aumentando rápidamente en la Unión Soviética, de modo que en 1960 el gobierno soviético estaba transportando alrededor de la mitad de toda la carga de ferrocarril del mundo (en toneladas-km) y lo hicieron en un sistema ferroviario que consistía en 10% del kilometraje ferroviario del mundo. El estatus de transportar la mitad de la mercancía mundial en su ferrocarril continuó durante casi 30 años, pero en 1988 el tráfico de mercancías ferroviario alcanzó su punto máximo en 3.852 billones de toneladas-km. Años más tarde, en 1991, la Unión Soviética se desintegró y su mayor república, la Federación de Rusia, que cargó unos 2/3 del tráfico de la antigua Unión Soviética, se convirtió en un país independiente.
Para la Unión Soviética en 1989, poco antes de su colapso, los ferrocarriles arrastraron casi ocho veces más de tonelada-kilómetro de mercancías por ferrocarril como lo hicieron en camiones carretera. En 1991 se aprobó una ley que declaraba que los ferrocarriles eran el sistema de transporte básico de la Unión Soviética.

### Segunda Guerra Mundial
Durante la Segunda Guerra Mundial, el sistema ferroviario jugó un papel vital en el esfuerzo de guerra transportando personal militar, equipos y mercancías a las líneas del frente y, con frecuencia, evacuando fábricas y ciudades enteras de la Rusia europea a la región de los Urales y Siberia. La pérdida de los centros mineros e industriales de la Unión Soviética occidental exigía una rápida construcción de nuevos ferrocarriles durante el tiempo de guerra. Particularmente notable de ellos fue el ferrocarril a las minas de carbón árticas de Vorkuta, que continuó después de la guerra a Labytnangi en el río Ob. El trabajo de construcción para ampliar todo el camino hasta el Yenisey continuó en la década de 1950, pero fue interrumpido con la muerte de Iósif Stalin.
Como resultado de la pérdida de Japón en la Segunda Guerra Mundial, la mitad sur de la Isla Sajalín fue anexionada por la Unión Soviética en 1945. La red de 1 067 mm de ferrocarril construido por los japoneses durante sus cuarenta años de control del sur de Sajalín se convirtió en parte de los Ferrocarriles Soviéticos (separado de Ferrocarriles de Sajalín), el único calibre japonés del sistema ferroviario dentro de la Unión Soviética (o de la Rusia actual). Las locomotoras D51 de vapor originales japonesas fueron utilizados por los Ferrocarriles Soviéticos en la Isla Sajalín hasta 1979, junto con las locomotoras ShA USATC de clase S160.

### Desarrollo post-bélico
Después de la Segunda Guerra Mundial, la red ferroviaria soviética fue reconstruida y ampliada a más de 145.000 kilómetros de vías por importantes ampliaciones como el Ferrocarril Baikal-Amur.

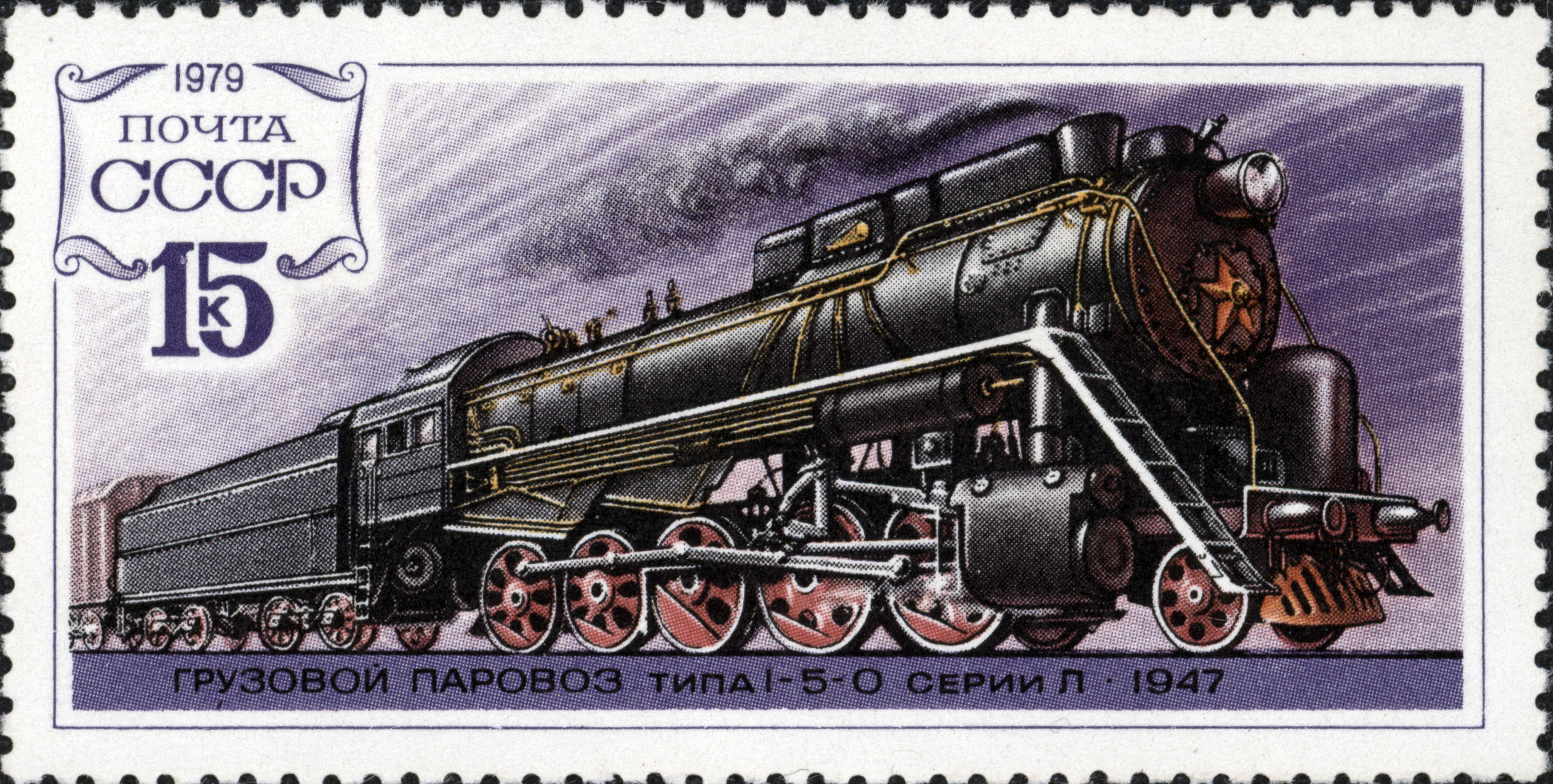
Sello soviético de la locomotora a vapor L tipo 1-5-0 de 1979.

El transporte ferroviario soviético se convirtió, después de la Gran Guerra Patria, en uno de los más desarrollados del mundo, superando a la mayoría de sus homólogos del Primer Mundo. El sistema ferroviario soviético fue creciendo en tamaño, a una velocidad de 639 km al año de 1965 a 1980, mientras que el crecimiento del transporte ferroviario en los países del Primer Mundo o bien estaba disminuyendo o estancándose. Este crecimiento constante en el transporte ferroviario se explicaba por la necesidad del país para extraer sus recursos naturales, la mayoría de los cuales estaban ubicados cerca de o en Siberia. Si bien se notificaron algunos problemas con el ferrocarril por la prensa nacional, la Unión Soviética podía jactarse de controlar uno de los sistemas ferroviarios más electrificados en ese momento. Durante gran parte de la posterior trayectoria del país, los trenes, por lo general, llevaron carbón, petróleo, materiales de construcción (en su mayoría piedra, cemento y arena) y madera. El petróleo y sus derivados fueron una de las razones fundamentales de la construcción de la infraestructura ferroviaria en Siberia en primer lugar.
La eficiencia de los ferrocarriles mejoró con el tiempo y en la década de 1980 tenía muchos indicadores de rendimiento superior al de los Estados Unidos. En la década de 1980 los ferrocarriles soviéticos se habían convertido en los más intensamente utilizados del mundo. La mayoría de los ciudadanos soviéticos no tenían transporte privado propio, y si lo tenían, era difícil poder conducir largas distancias debido a las malas condiciones de muchos caminos. Otra explicación tiene que ver con la política soviética, siendo el primero el modelo autárquico creado por el régimen de Iósif Stalin. El régimen de Stalin tenían poco interés en el transporte ferroviario o cualquier otra forma de transporte, y concentró la mayor parte de las inversiones del país en la rápida industrialización. El régimen de Stalin no estaba interesado en el establecimiento de nuevas líneas ferroviarias, pero decidió conservar, y luego se expandieron, la mayor parte de los ferrocarriles existentes dejados por los zares. Sin embargo, como Lev Voronin, un Primer Vicepresidente del Consejo de Ministros de la Unión Soviética, señaló en un discurso ante el Soviet Supremo de la Unión Soviética en 1989, que el sector ferroviario era el "principal sector negativo de la economía en 1989". Dado que la producción industrial se redujo a finales de 1980 también lo hizo la demanda de transporte, lo que llevó a una disminución en el transporte de mercancías.

## Tránsito rápido
El sistema soviético de tránsito rápido fue visto como el más rápido, más limpio y más barato de transporte urbano, y, finalmente, otro punto adquiere mayor importancia: las autoridades podrían asignar sus recursos de la industria del automóvil para el sector de transporte rápido y ahorrar un volumen sustancial del diésel y la gasolina del país. Debido a que el sistema de tránsito rápido, por lo general, era más barato de operar y consumía menos energía, las autoridades soviéticas lograron construir 20 tránsitos rápidos en todo el país, con otros nueve en construcción cuando la Unión Soviética se derrumbó. Veinte otras estaciones estaban en construcción en 1985. El sistema nacional de tránsito rápido fue el más intensamente utilizado en el mundo.

## Electrificación
En comparación con los Estados Unidos, la Unión Soviética tuvo un comienzo muy lento en la electrificación, pero más tarde superó ampliamente al país norteamericano en su uso y posterior implementación. La electrificación en los Estados Unidos alcanzó su máximo nivel a finales de 1930, que es justo cuando estaba comenzando la electrificación en el sistema ferroviario soviético.

## Los ferrocarriles postsoviéticos
Después del colapso de la Unión Soviética en 1991, el tráfico ferroviario en Rusia se redujo drásticamente y los nuevos proyectos de electrificación no se llevaron a cabo, a excepción de la línea de Murmansk que se completó en 2005. El nuevo gobierno ruso siguió trabajando en completar la electrificación del Ferrocarril Transiberiano, pero a un ritmo más lento y lo terminó en 2002. Pese a ello, el porcentaje de toneladas por kilómetro transportado hoy por los trenes eléctricos ha aumentado alrededor del 85%.